# Municipio de Metz (Misuri)
El municipio de Metz (en inglés: Metz Township) es un municipio ubicado en el condado de Vernon en el estado estadounidense de Misuri. En el año 2010 tenía una población de 374 habitantes y una densidad poblacional de 3,01 personas por km².

## Geografía
El municipio de Metz se encuentra ubicado en las coordenadas 37°59′53″N 94°26′45″O / 37.99806, -94.44583. Según la Oficina del Censo de los Estados Unidos, el municipio tiene una superficie total de 124.09 km², de la cual 122,99 km² corresponden a tierra firme y (0,89 %) 1,1 km² es agua.

## Demografía
Según el censo de 2010, había 374 personas residiendo en el municipio de Metz. La densidad de población era de 3,01 hab./km². De los 374 habitantes, el municipio de Metz estaba compuesto por el 98,4 % blancos, el 1,07 % eran amerindios y el 0,53 % eran de una mezcla de razas. Del total de la población el 0 % eran hispanos o latinos de cualquier raza.